# Bubsy: Paws on Fire!
Bubsy: Paws on Fire! es un videojuego de plataformas desarrollado por Choice Provisions y publicado por UFO Interactive Games bajo la marca Accolade. El juego fue lanzado para PlayStation 4 y Windows el 16 de mayo de 2019. La versión para Nintendo Switch fue lanzada el 29 de agosto de 2019. El juego es la sexta entrega de la serie Bubsy.

## Jugabilidad
El juego utiliza plataformas de desplazamiento lateral en 2.5D similar a Bubsy: The Woolies Strike Back, excepto que los niveles se desplazan automáticamente. El objetivo del juego es recolectar suficientes fichas de victoria para acceder al zoológico personal de Oinker, el Amazootorium. Se pueden adquirir piezas de una ficha a lo largo de un nivel, mientras que se pueden ganar más fichas al volver a jugarlo como los personajes Virgil y Woolie. Cada personaje jugable tiene sus propios movimientos y habilidades para superar un nivel: Bubsy puede planear y saltar, Virgil puede hacer doble salto y agacharse para evitar obstáculos, y Woolie puede disparar rápidamente en su nave. Cada nivel tiene tres puntos de control, pero, a diferencia de los juegos anteriores de Bubsy, los personajes tienen vidas infinitas; esto significa que, si el jugador choca con un enemigo o un obstáculo, comenzará de nuevo desde el último punto de control que tocó, pero el juego nunca terminará. Si se recogen las tres fichas de un nivel, el jugador tendrá acceso a un nivel de bonificación de desplazamiento hacia adelante en 3D como Arnold, quien debe rodar por un túnel mientras recoge frutas y cristales y evita obstáculos.
El juego consiste de tres mundos con nueve niveles cada uno: la Aldea, el Laboratorio de Investigación y el Amazootorium. Si el jugador recolectó suficientes fichas de victoria, podrá enfrentarse a un jefe como Bubsy al final de cada mundo, incluido Oinker como jefe final. En dos de las batallas contra jefes, Bubsy deberá subirse a la nave de Woolie para vencer al jefe; en ese caso, tendrá las mismas habilidades que Woolie.
El jugador también podrá recolectar diferentes elementos con cada personaje: Bubsy recolecta bolas de lana, Virgil recolecta átomos, Woolie recolecta bolas de lana doradas y Arnold recolecta cristales. Los elementos se pueden usar como moneda para comprar nuevos disfraces para los personajes.

## Trama
Bubsy y sus amigos están celebrando el 14º Baile Anual de Hilados, cuando las reinas gemelas de los Woolies, Poly y Esther, les advierten sobre el regreso del empresario corrupto Oinker P. Hamm, que está capturando animales en todo el universo para su propio zoológico personal, el Amazootorium. Con la ayuda de su compañero Arnold, el científico Virgil Reality, el mejor soldado Woolie de Poly y Esther, y un nuevo par de zapatillas (un regalo de los sobrinos de Bubsy, Terry y Terri, llamados «El Gato's Zapatos»), Bubsy viajará a través de tres mundos para encontrar a Oinker y terminar con su negocio.

## Desarrollo

### Estructura
Mike Roush le propuso a Choice Provisions desarrollar el juego. La compañía, que era fanática de Bubsy, estuvo de acuerdo. Algunos personajes fueron reciclados de los juegos anteriores, así como del episodio piloto de dibujos animados. Hubo un poco de debate durante el desarrollo y el trabajo fue descartado y rehecho. Choice Provisions persuadió a Roush para que se alejara del juego de plataformas tradicional y permitir que diseñara un juego de desplazamiento automático y finalmente aceptó.

### Audio
Stemage compuso la banda sonora en 32 bits en una variedad de géneros, incluidos electrónica, chiptune y rock. La mayoría de las pistas de música se reproducen de manera diferente según el personaje. Cada pista de música tiene su propia introducción, tres variantes de personajes y cierre. Esto era para mantener la música consistente con el escenario actual, al mismo tiempo que agregaba variedad, evitaba la repetición y jugaba con las limitaciones de audio del sistema. Las pistas de música se segmentaron para que la reproducción mantuviera la fluidez durante las transiciones y las repeticiones de niveles.

### Marketing
El lanzamiento del juego se programó inicialmente para marzo, luego para abril, pero se retrasó. El lanzamiento del juego fue posible gracias a una campaña de financiación de Kickstarter que recaudó 25.000 dólares. En ese momento, se lanzó un CD de audio con la banda sonora del juego. La versión de Nintendo Switch se retrasó para permitir ajustes. Se lanzó una edición limitada para la versión de Switch que venía con un folleto y una copia del CD de audio.

## Recepción
Bubsy: Paws on Fire! obtuvo puntuaciones generalmente mixtas de parte de los críticos. Destructoid lo consideró como un título arcade ligero, destacando sus gráficos y música, pero criticando la repetición y la insulsez. Nintendo Life describió al juego como la base de un juego automático decente, elogiando el flujo y las adiciones a la jugabilidad, mientras que rechazó el rendimiento y la repetición. Nintendo Times afirmó que el juego fue divertido por un corto tiempo, pero que había mejores juegos de plataformas para jugar en Switch. TechRaptor dio una crítica negativa y esperaba que no viniera otro juego de Bubsy en el futuro. Push Square le dio al juego una mala crítica expresando lo frustrante que era sin redención alguna.